# HD227695
HD227695 — хімічно пекулярна зоря спектрального класу
A8 й має видиму зоряну величину в смузі V приблизно 10,1.